# Robin Lakoff
Robin Tolmach Lakoff (født 27. november 1942) er en amerikansk professor i lingvistik ved Berkeley Universitet. Lakoff's forskning er blevet grundlag for meget research inden for området kvinders sprogbrug. 

## Forskning
I 1975 udgav hun en artikel indholdende ti grundlæggende formodninger om det hun mener der udgør kvindeligt sprog. 
I Lakoff's forskning identificeres kvinders sprogbrug som noget der udvikles i måden hvorpå man opdrager piger, hvilket medfører at piger får en selvopfattelse der grundlæggende handler om høflighed.
Lakoff's mest berømte værk, Language an Women's Place, introducerede det sociolingvistiske felt for mange ideer om kvinders sprogbrug som nu er en trivialitet.

### Politeness Principle
Lakoff udviklede også, Politeness Principle, i hvilken hun udtænkte tre grundsætninger som normaltvis følges af interaktion.
Disse er: "man må ikke prakke noget på modtageren", "man skal give modtageren muligheder" og "man skal få modtageren til at føle sig behageligt tilpas".
Hun fastsatte disse principper som det altoverskyggende i god interaktion.